# Parafia Wniebowzięcia Najświętszej Maryi Panny w Czarnem
Parafia pw. Wniebowzięcia Najświętszej Maryi Panny w Czarnem - parafia należąca do dekanatu Czarne, diecezji koszalińsko-kołobrzeskiej, metropolii szczecińsko-kamieńskiej. Została utworzona w 1617 roku. 

## Miejsca święte

### Kościół parafialny
Kościół pw. Wniebowzięcia Najświętszej Maryi Panny w Czarnem
Zasugerowano, aby wydzielić z tego artykułu informacje nt. brakujące w art o kościele do artykułu Kościół Wniebowzięcia Najświętszej Maryi Panny w Czarnem.
Kościół parafialny pw. Wniebowzięcia Najświętszej Maryi Panny został zbudowany w 1757 roku. Jest to budynek szachulcowy, jednonawowy, prezbiterium trójboczne, kryty gontem, wnętrze rokokowe. Mieści się przy ulicy Kościelnej. Po latach zaniedbań kościół był w stanie zagrożenia konstrukcyjnego. W związku z tym nie były w nim odprawiane nabożeństwa. W 2011 rozpoczęto jego odbudowę. W związku z niemal całkowitą wymianą materiału budulcowego, konieczna była ponowna konsekracja świątyni. Dokonał jej ks. biskup Edward Dajczak, podczas uroczystej mszy św. 29 września 2012 roku. 

### Kościół pomocniczy
Kościół pw. św. Józefa Oblubieńca Najświętszej Maryi Panny w Czarnem. 
Parafia ma także drugi tzw. „nowy” kościół pod wezwaniem Świętego Józefa. Mieści się on w alei Świętego Józefa.

### Kościoły filialne
- Kaplica w Domu Pomocy Społecznej w Czarnem
- Kaplica w domu Sióstr ze Wspólnoty Dzieci Łaski Bożej w Czarnem
- Kaplica pw. Dobrego Pasterza w Zakładzie Karnym w Czarnem
- Kościół pw. Podwyższenia Krzyża Świętego w Międzyborzu
- Kościół pw. św. Andrzeja Apostoła w Nadziejewie

## Duszpasterze

### Proboszczowie
| ks. Franciszek Riss        | 1945–1945 |
| ks. Alojzy Koerner         | 1945–1947 |
| ks. Teodor Jankowiak       | 1947–1947 |
| ks. Edmund Malich          | 1947–1951 |
| ks. Antoni Wołek Wacławski | 1951–1958 |
| ks. Mieczysław Ruta        | 1958–1958 |
| ks. Jan Zaremba            | 1958–1959 |
| ks. Zdzisław Iwański       | 1959–1961 |
| ks. Oswald Kobiela         | 1961–1972 |
| ks. Jan Tokarski           | 1972–1975 |
| ks. Stanisław Goryński     | 1975–1985 |
| ks. Bolesław Czapor        | 1985–1991 |
| ks. Andrzej Pacholski      | 1991–2014 |
| ks. Józef Domińczak        | 2014–2015 |
| ks. Włodzimierz Skoczeń    | 2015–2020 |
| ks. Michał Zieliński       | 2020–2024 |
| ks. Andrzej Bawer          | od 2024   |